# Nodalla (Costachillea) lineata
Nodalla (Costachillea) lineata is een insect uit de familie van de Berothidae, die tot de orde netvleugeligen (Neuroptera) behoort. 
Nodalla (Costachillea) lineata is voor het eerst wetenschappelijk beschreven door Navás in 1936.